# Anna Kańtoch

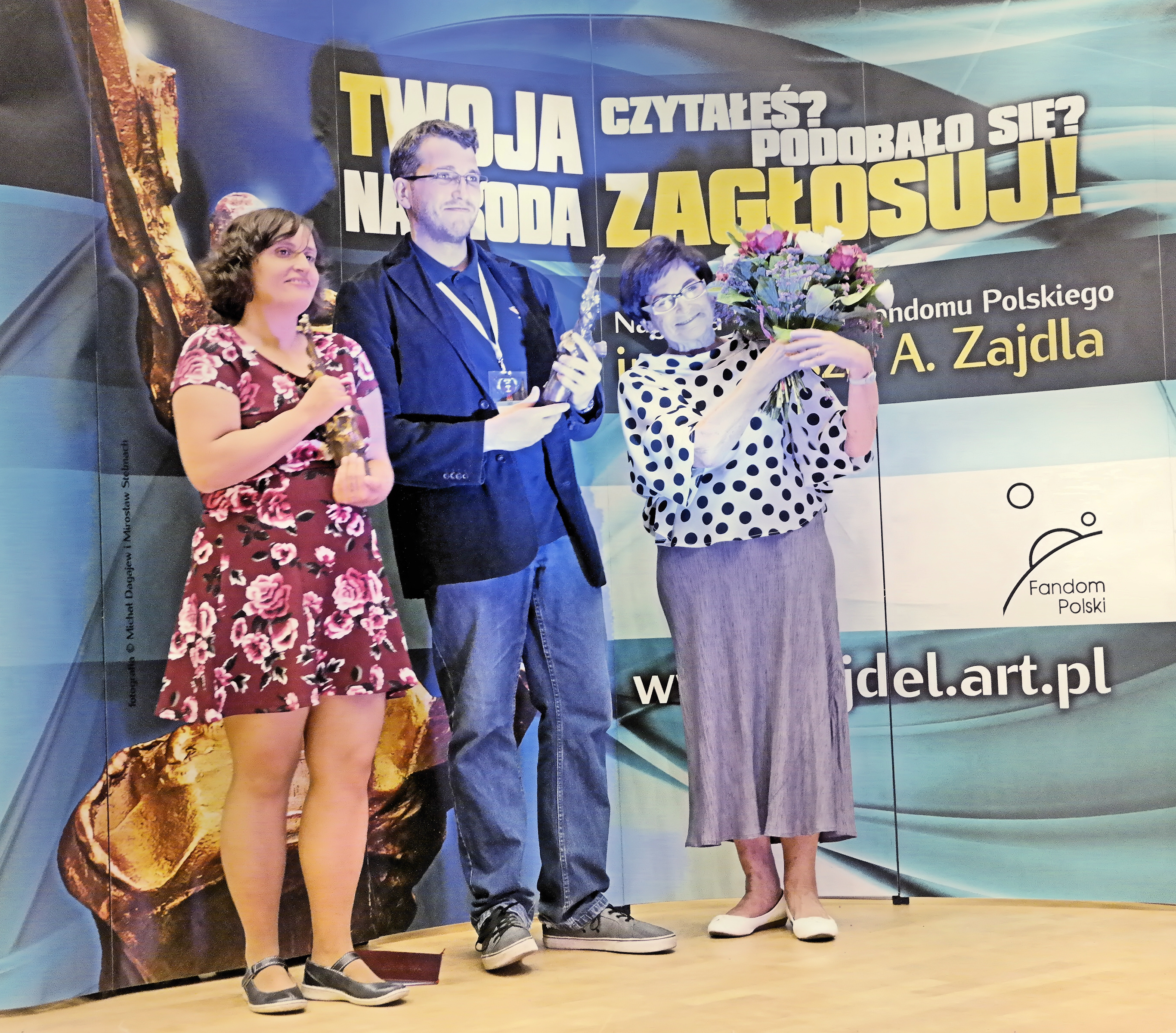
Laureaci Nagrody Zajdla za rok 2014: Anna Kańtoch i Michał Cholewa oraz Jadwiga Zajdel, Polcon 2015

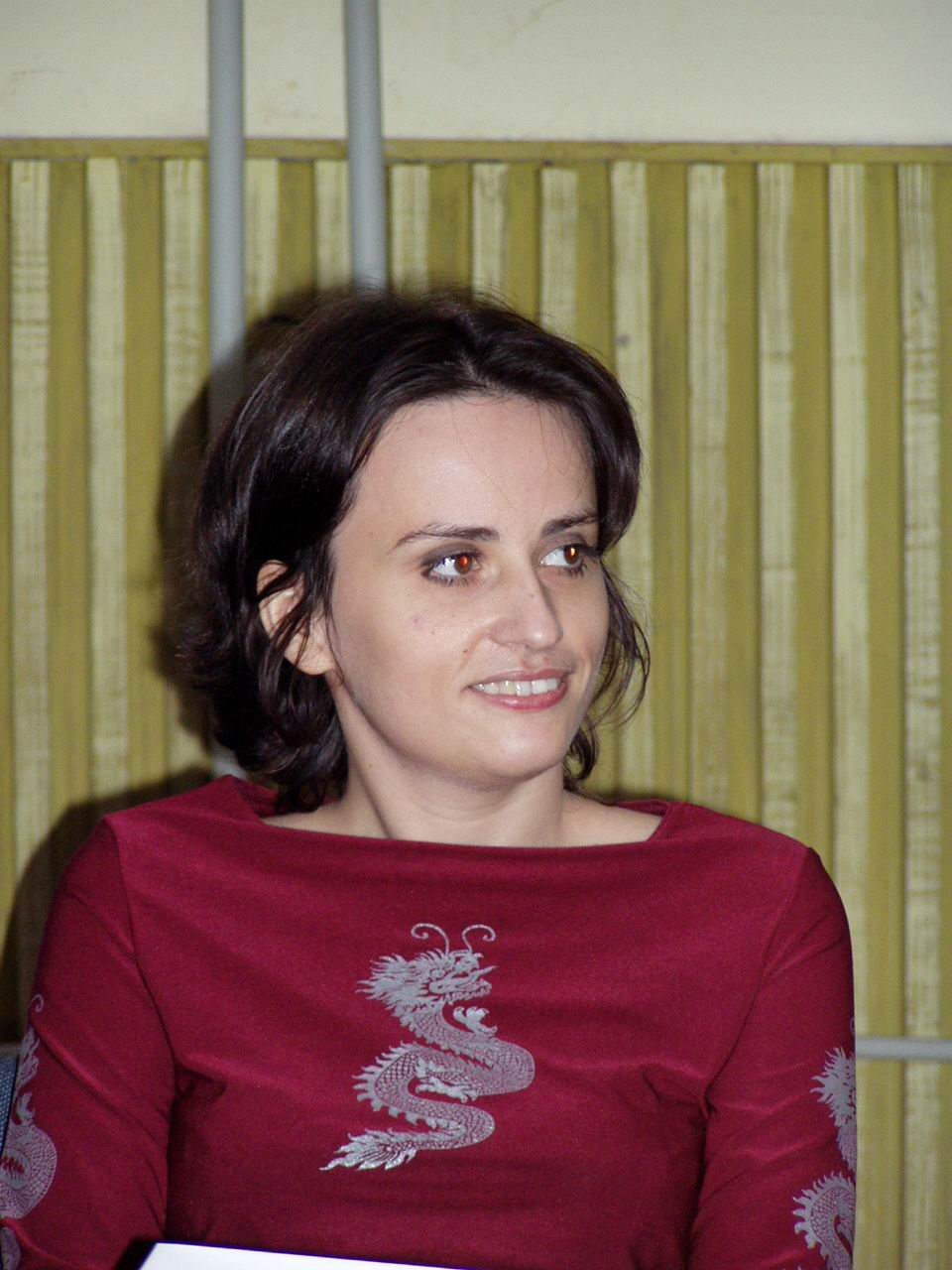
Anna Kańtoch w 2004 roku

Anna Kańtoch (ur. 28 grudnia 1976 w Katowicach) – polska pisarka, autorka powieści i opowiadań fantastycznych i kryminałów, znana również pod pseudonimem Anneke.

## Życiorys
Wczesne utwory zaczęła pisać w szkole podstawowej, a sama przyznała „...to naprawdę słabe teksty były”. Ukończyła orientalistykę (specjalność: arabistyka) na Uniwersytecie Jagiellońskim. Po studiach wróciła do Katowic, gdzie pracowała w biurze podróży. Należy do Śląskiego Klubu Fantastyki.
Debiutowała w kwietniu 2004 opowiadaniem Diabeł na wieży opublikowanym w czasopiśmie „Science Fiction”. Pisała recenzje filmów i książek do internetowego magazynu „Avatarae” (gdzie ukazało się opowiadanie będące kontynuacją Diabła na wieży – Czarna Saissa), pisze do magazynu „Esensja”. W lipcu 2005 ukazał się zbiór opowiadań Diabeł na wieży o ich bohaterze, Domenicu Jordanie, wydany przez wydawnictwo Fabryka Słów.
Jej debiutem książkowym była powieść Miasto w zieleni i błękicie, dziejąca się w tym samym świecie co opowiadania o Domenicu Jordanie.
Na Euroconie 2007 otrzymała nagrodę Europejskiego Stowarzyszenia Science Fiction (ESFS) dla najbardziej obiecującego młodego twórcy – Encouragement Award.
Pięciokrotnie otrzymała Nagrodę im. Janusza A. Zajdla: raz za powieść (w 2010 za pierwszy tom „Przedksiężycowych”) oraz cztery razy za opowiadania (w 2009 za „Światy Dantego”, w 2011 za „Duchy w maszynach”, w 2014 za „Człowieka nieciągłego” i w 2015 za „Sztukę porozumienia”). W 2013 roku otrzymała również Nagrodę Literacką im. Jerzego Żuławskiego za powieść Czarne. W 2018 roku otrzymała Nagrodę Specjalną imienia Janiny Paradowskiej (przyznawaną w ramach Nagrody Wielkiego Kalibru) za powieść Wiara oraz Złote Wyróżnienie nagrody literackiej im. Jerzego Żuławskiego za powieść „Niepełnia”. W 2021 roku otrzymała Nagrodę Wielkiego Kalibru za powieść Wiosna zaginionych.
Członkini grupy literackiej Harda Horda.

## Tłumaczenia
Jej opowiadanie „Światy Dantego” zostało przetłumaczone na język rosyjski i ukazało się w czasopiśmie „Jesli”. Teksty „Czarna Saissa” i „Portret rodziny w lustrze” ukazały się w ukraińskich antologiach, a „Tajemnica diabelskiego kręgu” oraz „Tajemnica nawiedzonego lasu” zostały wydane jako samodzielne książki na Ukrainie. Powieści „Czarne”, „Niepełnia” oraz „Wiosna zaginionych” zostały wydane we Włoszech.

## Twórczość

### Cykl o Domenicu Jordanie
- Diabeł na wieży (Fabryka Słów, 2005, zbiór opowiadań)
  - Diabeł na wieży
  - Czarna Saissa
  - Damarinus
  - Serena i Cień
  - Długie Noce
  - Pełnia lata
- Zabawki diabła (Fabryka Słów, 2006, zbiór opowiadań)
  - Mandracourt
  - Strażnik Nocy
  - Cień w słońcu
  - Ciernie
  - Karnawał we krwi
  - Zabawki diabła
- Diabeł w maszynie (Powergraph, 2019, zbiór opowiadań)
  - Portret rodziny w lustrze
  - W ciemności
  - Anatomia cudu
  - Diabeł w maszynie
  - Majstersztyk

### CyklPrzedksiężycowi
- Przedksiężycowi, tom 1 (Fabryka Słów, 2009; Powergraph, 2013)
- Przedksiężycowi, tom 2 (Powergraph, 2013)
- Przedksiężycowi, tom 3 (Powergraph, 2013)

### CyklNina Pankowicz
- Tajemnica Diabelskiego Kręgu (Uroboros, 2013)
- Tajemnica Nawiedzonego Lasu (Uroboros, 2015)
- Tajemnica Godziny Trzynastej (Uroboros, 2018)

### CyklKrystyna Lesińska
- Wiosna zaginionych (Marginesy, 2020)
- Lato utraconych (Marginesy, 2021)
- Jesień zapomnianych (Marginesy, 2022)

### Inne powieści
- Miasto w zieleni i błękicie (Fabryka Słów, 2004)
- 13 anioł (Fabryka Słów, 2007)
- Czarne (Powergraph, 2012)
- Łaska (Czarne, 2016)
- Wiara (Czarne, 2017)
- Niepełnia (Powergraph, 2017)
- Pokuta (Czarne, 2019)
- Samotnia (Marginesy, 2023)
- Czeluść (Powergraph, 2024)

### Zbiory opowiadań
- Światy Dantego (Uroboros, 2015)
  - Światy Dantego (pierwodruk w antologii Epidemie i zarazy, Fabryka Słów, 2008)
  - Duchy w maszynach (pierwodruk w antologii Jeszcze nie zginęła, Fabryka Słów, 2010)
  - Cmentarzysko potworów (pierwodruk w antologii Księga Strachu, tom 2, Runa, 2007)
  - Szczęścia i wszelkiej pomyślności (pierwodruk w antologii A.D.XIII, tom 2, Fabryka Słów, 2007)
  - Za siedmioma stopniami (pierwodruk w antologii Bajki dla dorosłych, Fabryka Słów, 2009)
  - Okno Myszogrodu (pierwodruk w antologii Rok po końcu świata, Powergraph, 2013)
  - Człowiek nieciągły (pierwodruk w antologii Pożądanie. Antologia opowiadań miłosnych, zmysłowych, erotycznych i dziwnych, Powergraph, 2013)
  - Miasteczko (pierwodruk w Science fiction po polsku 2, 2013)
  - Portret rodziny w lustrze

### E-booki
- 13 anioł (BookRage, 2013)
- Czwarta nad ranem (2012, darmowy e-book) – zbiór opowiadań
- Miasto w zieleni i błękicie (BookRage, 2014)

### Inne opowiadania
- Angevina (Nowa Fantastyka 01(268)/2005)
- Dobry człowiek w piekle (Science Fiction 04(49)/2005)
- Renegat (2007)
- Czwarta nad ranem (Esensja)
- Pająk (NOL, 2008)
- Harfa pustyni (w antologii Smok urojony, Śląski Klub Fantastyki, 2010)
- Sztuka porozumienia (w antologii Światy równoległe, Solaris, 2014)
- Królewskie dzieci (Ostatni dzień pary, 2014)
- Człowiek, który kochał (w antologii Inne Światy, SQN, 2018)
- Szanowny panie M. (w antologii Harda Horda, SQN, 2019)
- Krok przed tobą (w antologii Harde Baśnie, SQN, 2020)
- Dwie osoby wchodzą do windy... (w antologii Tarnowskie Góry Fantastycznie 3, Almaz, 2021)
- Drzwi zwane zimą (w antologii Sprzedawcy marzeń, Śląski Klub Fantastyki, 2023)
- Z owczarka wystawała stopa (w antologii Harde Bestie, SQN, 2024)
- Zimne dzieci (w antologii Frostpunk, Znak Literanova, 2024)